# Claudio Domenico Albini
Claudio Domenico Albini (* Januar 1679; † 25. Juli 1744) war ein italienischer römisch-katholischer Bischof.
Albini wurde am 27. Februar 1736 zum Bischof von Lacedonia ernannt. Der später heiliggesprochene Gerardo Maiella, den Albini 1740 in einer Klosterkirche in Muro Lucano gefirmt hatte, trat, da seine Aufnahme bei den Kapuzinern abgelehnt wurde, bald danach in die Dienste des Bischofs, in denen er bis zum Tode Albinis verblieb.